# Mario Puddu (politico)
Mario Puddu (Radicondoli, 31 agosto 1926 – Oristano, 6 febbraio 2023) è stato un politico italiano. Avvocato di professione, è stato eletto per due volte, entrambe per brevissimo periodo, alla carica di Presidente della Regione Autonoma Sardegna.

## Biografia
Esponente della Democrazia Cristiana, prima di diventare consigliere regionale nel 1965 fu consigliere provinciale della Provincia di Cagliari (comprendente all'epoca quella che diventerà la provincia di Oristano) e ancor prima consigliere comunale nella città di Oristano.
Dopo la prima elezione nella quinta legislatura regionale, venne riconfermato altre 3 volte. Ricoprì, nel susseguirsi delle giunte, vari incarichi di assessorato: agli enti locali tra gennaio 1973 e giugno 1974, all'agricoltura tra l'agosto 1974 al gennaio 1977, alle finanze e infine al turismo tra il gennaio 1977 e il giugno 1979. 
Il 31 luglio 1979 diviene presidente della giunta regionale. La prima dell'VIII legislatura dopo le elezioni del 1979. Si dimette definitivamente il 19 settembre dello stesso anno dopo aver formato 3 giunte ed essersi dimesso altrettante volte, l'ultima in seguito a sfiducia. Forma una nuova giunta il 12 novembre 1980, ma anche questa volta si dimette dopo breve tempo, il 27 dello stesso mese. Al termine della legislatura non siederà più nei banchi del consiglio regionale.
Si spense il 6 febbraio 2023 all’età di 96 anni nella sua casa di Oristano.